# Ollepa
Ollepa – wieś w Estonii, w prowincji Järva, w gminie Türi.
Znajduje się tu przystanek kolejowy Ollepa, położony na linii Tallinn – Viljandi.